# Roerdalen
Roerdalen (em limburguês: Roerdale) é um município dos Países Baixos, situado na província de Limburgo. Tem 88,79 km² de área e sua população em 2020 foi estimada em 20.552 habitantes.